# Gyronaut X-1

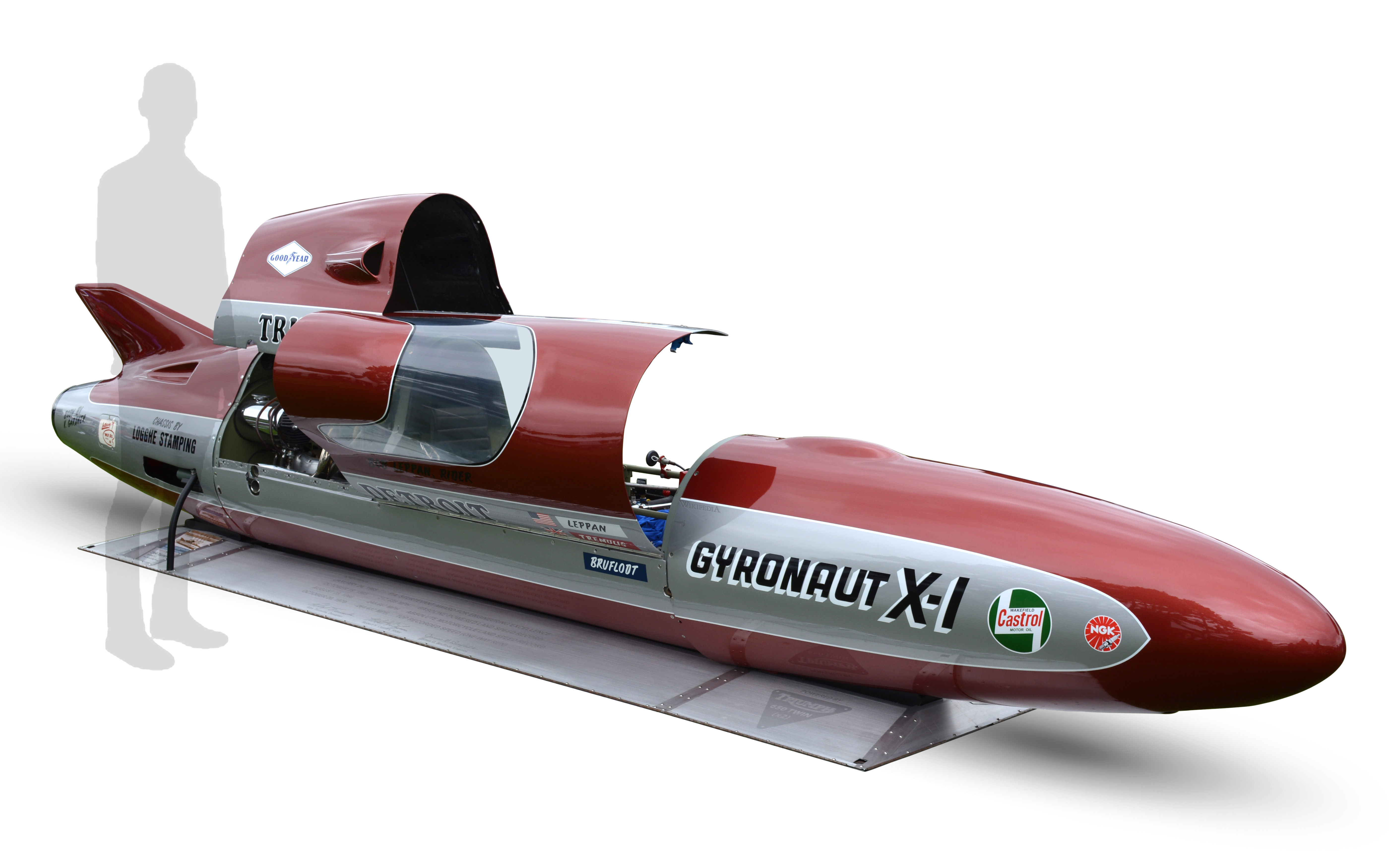
Das Streamliner-Motorrad Gyronaut X-1

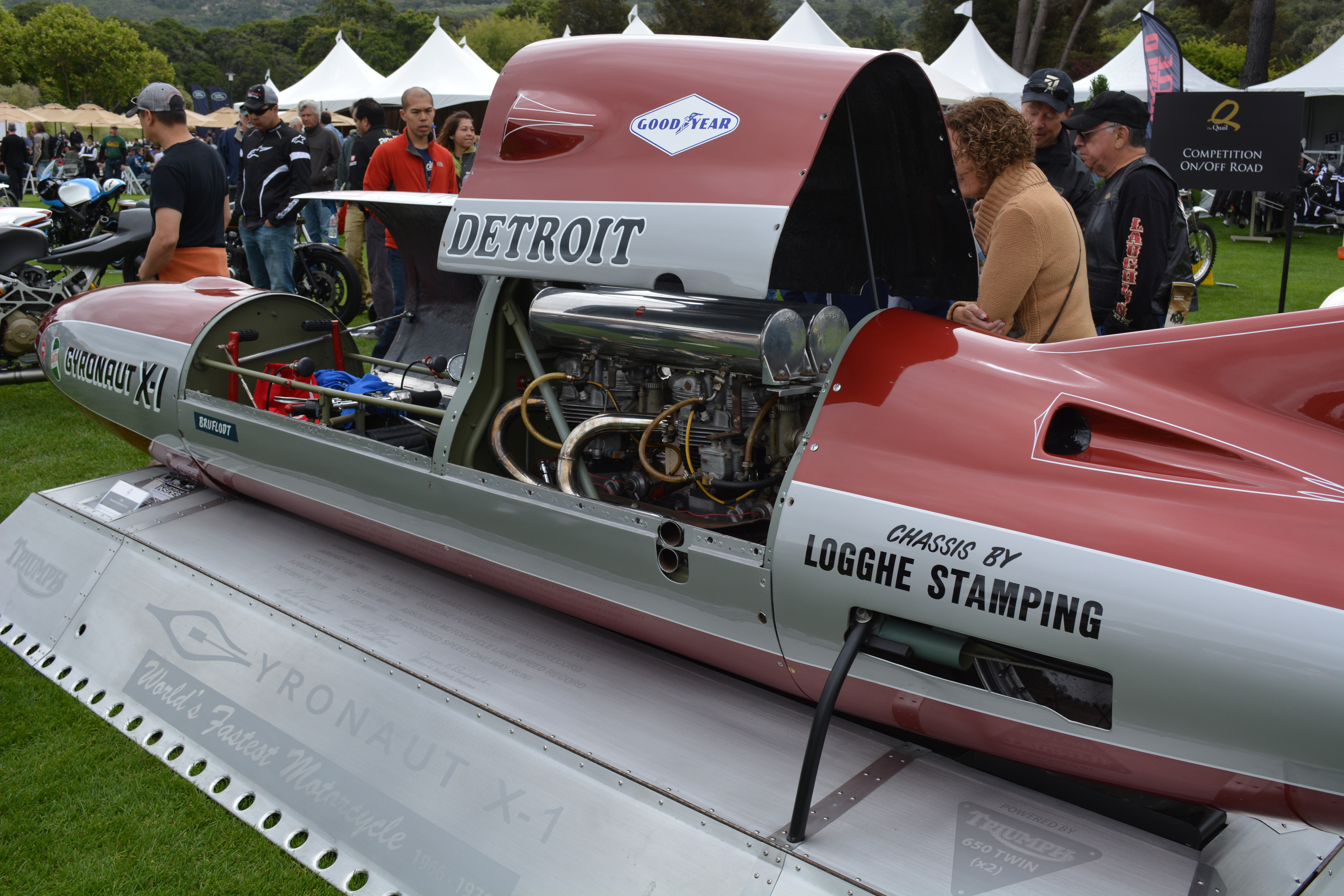
Blick auf die zwei 650-cm³-Triumph-TR6-Trophy-Motorradmotore

Die Gyronaut X-1 war ein Motorrad, das für das Erreichen des absoluten Landgeschwindigkeitsrekord (Land Speed Record / LSR) für Motorräder entworfen und gebaut wurde.
Am 25. August 1966 erzielte Gyronaut X-1, gefahren von Robert Leppan auf den Bonneville Salt Flats (USA) eine, von der Fédération Internationale de Motocyclisme (FIM) bestätigte und anerkannte Geschwindigkeit von 245,667 Meilen pro Stunde (395,363 km/h). Dieser absolute Rekord für Motorräder hatte bis 17. September 1970 Bestand, als der Amerikaner Don Vesco mit „Big Red“-Yamaha den Rekord auf 405,250 km/h verbesserte.
Die Gyronaut X-1 verunglückte 1970 bei einem neuerlichen Rekordversuch mit knapp 450 km/h. Ab 2012 wurde sie in restauriertem Zustand wieder bei verschiedenen Gelegenheiten der Öffentlichkeit präsentiert.

## Geschichte
Die Gyronaut X-1 war ein Projekt von Bob Leppan, Alex Tremulis und Jim Bruflodt. Leppan war ein Triumph-Händler mit einer Werkstatt in Detroit, wo er seine Maschinen technisch optimierte und damit Dragster-Rennen fuhr. Nach mehreren Erfolgen mit seinem – von zwei Triumph-Motoren angetriebenen – Drag Bike „Cannibal II“ beschlossen Leppan und sein Chefmechaniker Bruflodt 1962 den Bike-LSR anzugehen, und mit dem Bau eines dafür geeigneten Fahrzeugs zu beginnen.
Für dieses Vorhaben wurde ein komplett anderes Fahrwerk (als für die Drag Bikes) benötigt. Das Team erwarb ein Streamliner-Chassis aus Burbank, das bereits für zwei leistungsstarke Triumph-Motoren vorbereitet war. Nach Fertigstellung wurde diese Evolutionsstufe unter der Bezeichnung „Cannibal Mark V“ ersten Tests bei den 1963er Bonneville National Speed Trials unterzogen.
Dort lernte Bob Leppan den Designer Alex Tremulis kennen, der der zuvor zum Beispiel für die Tucker Corporation den Tucker ’48, oder für Ford den Ford Gyron, eine Designstudie für ein selbstbalancierendes Fahrzeug entworfen hatte.
Nachdem Cannibal Mark V bei einem Showlauf auf dem Motor City Dragway in Detroit sehr stark beschädigt wurde, beschlossen Leppan, Tremulis und Bruflodt einen komplett neuen Streamliner zu entwerfen: den Gyronaut.
Ursprünglich war geplant, den Gyronaut mit einem V8-Motor und Gyroskopen auszustatten. Mit der Zeit wurden jedoch keine Gyroskope mehr benötigt, und auch der V8-Motor bereitete Probleme. Man entschied sich für die bewährten Triumph-Bonneville-Doppelmotoren, die sich in den Cannibals II und V so gut bewährt hatten, und so entstand der Gyronaut X-1. Der Ford-V8 sollte dann im Nachfolger X-2 zum Einsatz kommen und eine Geschwindigkeit von über 640 km/h erreichen, und schließlich sollte ein Düsentriebwerk den X-3 durch die Schallmauer treiben.
Als Vorbereitung auf die Rekordversuche wurden einige Tests auf dem Detroiter Motor City Dragway absolviert. Hier wurde auch das endgültige Design der beiden seitlichen, pneumatischen Ständer entwickelt, die sich als unerlässlich erweisen, um sicher auf Geschwindigkeit zu kommen, ohne umzukippen. Diese Sütz-Kufen würden eingefahren, wenn die Geschwindigkeit bei etwa 70 mph (112 km/h) lag.

## Die Bonneville-Fahrten
Bei den Rekordversuchen auf den Bonneville Salt Flats wurde Gyronaut X-1 von zwei 650-cm³-Triumph-TR6-Trophy-Motorradmotoren angetrieben. Das Motorrad verfügte – für die damalige Zeit – über innovative Sicherheitsausstattungen, darunter einen Überrollkäfig aus CroMoly-Stahl und eine Feuerlöschanlage.
| Datum            | Resultat (mph) | Resultat (km/h) | Bemerkungen |
| ---------------- | -------------- | --------------- | --- |
| 21. Oktober 1965 | 212,689        | 342,29          | Auf Grund technischer Probleme (mit der Kette) wurde nur ein S-C-Klassenrekord für benzinbetriebene Motorräder aufgestellt. |
| 25. August 1966  | 245,667        | 395,36          | Bei dem zweiteiligen Versuch erreichten Leppan und die Gyronaut 243,572 mph hin und 247,763 mph zurück und erzielten eine Durchschnittsgeschwindigkeit von 245,667 mph und damit den LSR. |
| 19. Oktober 1970 | 264,437        | 425,57          | Im ersten Lauf erreichte das Team 264,437 mph. Seinen zweiten Lauf begann er weiter vor den Lichtschranken, um für den fliegenden Start eine höhere Geschwindigkeit zu haben. Wahrscheinlich brach auf diesem nicht optimal präparierten und holprigen Abschnitt die linke vordere Achshalterung, die schließlich bei etwa 450 km/h komplett abriss. Bei dem folgenden Sturz verlor Bob Leppan beinahe seinen Arm und musste sich über mehrere Jahre zahlreichen Operationen und schmerzhaften Reha-Maßnahmen unterziehen. |

Quelle:

## Weiterer Verbleib
Mehr als vierzig Jahre nach dem präsentierte Steve Tremulis, der Neffe des Designers, den teilweise restaurierten Gyronaut X1 Anfang 2012 zum ersten Mal der Öffentlichkeit. Er wurde 2013 bei der Speed Week vollständig restauriert gezeigt und gewann beim Quail Motorcycle Gathering 2014 einen Sonderpreis.